# NGC 4295
NGC 4295 ist eine Linsenförmige Galaxie vom Hubble-Typ S0 im Sternbild Coma Berenices am Nordsternhimmel. Sie ist rund 379 Millionen Lichtjahre von der Milchstraße entfernt und hat einen Durchmesser von etwa 100.000 Lichtjahren.
Im selben Himmelsareal befinden sich u. a. die Galaxien IC 3165, IC 3168, IC 3193, IC 3212.
Das Objekt wurde am 6. April 1864 von Heinrich Louis d’Arrest entdeckt.